# Marc-Antoine Taxil
Marc-Antoine Taxil, né le 10 novembre 1704 à Moustiers et mort à Paris en 1783, est un poète français.

## Biographie
Élevé à Marseille, Taxil est lié avec les hommes de lettres qui préludaient à la fondation de l’Académie de Marseille et le plus jeune d’entre eux, il s’attire leur estime et s’enrôle sous leur bannière.
Son séjour au milieu de ses confrères est de courte durée. Alors qu’il se rend à Paris pour des affaires personnelles, il y reste et s’y installe sous la protection littéraire de Marivaux.
L’Académie de Marseille l’ayant nommé député avec Antoine-Louis de Chalamont de La Visclède et de Jean Joseph de Gérin auprès du maréchal de Villars et de l'Académie française, Taxil, alors âgé seulement de vingt-deux ans, lut en présence des « immortels » deux pièces, une épitre et une fable qui font le tour du monde littéraire, sous leur patronage.
Les registres de l’Académie de Marseille ne font mention d’aucune lecture de Taxil, mais ce corps, qui l’a vu à regret s’éloigner d’elle, se décide avec peine, et sur sa demande, à l’inscrire dans le cadre des premiers vétérans, en 1730.